# Racine (Metro de Chicago)
Racine es una estación en la línea Azul del Metro de Chicago. La estación se encuentra localizada en 430 South Racine Avenue en Chicago, Illinois. La estación Racine fue inaugurada el 22 de junio de 1958.  La Autoridad de Tránsito de Chicago es la encargada por el mantenimiento y administración de la estación. La estación está cerca de la Escuela Secundaria Whitney M. Young Magnet y del Andrew Jackson Language Academy.

## Descripción
La estación Racine cuenta con 1 plataforma central y 2 vías. 

## Conexiones
La estación es abastecida por las siguientes conexiones: 
- Rutas del CTA Buses: #7 Harrison #60 Blue Island/26th #126 Jackson